# Yamur

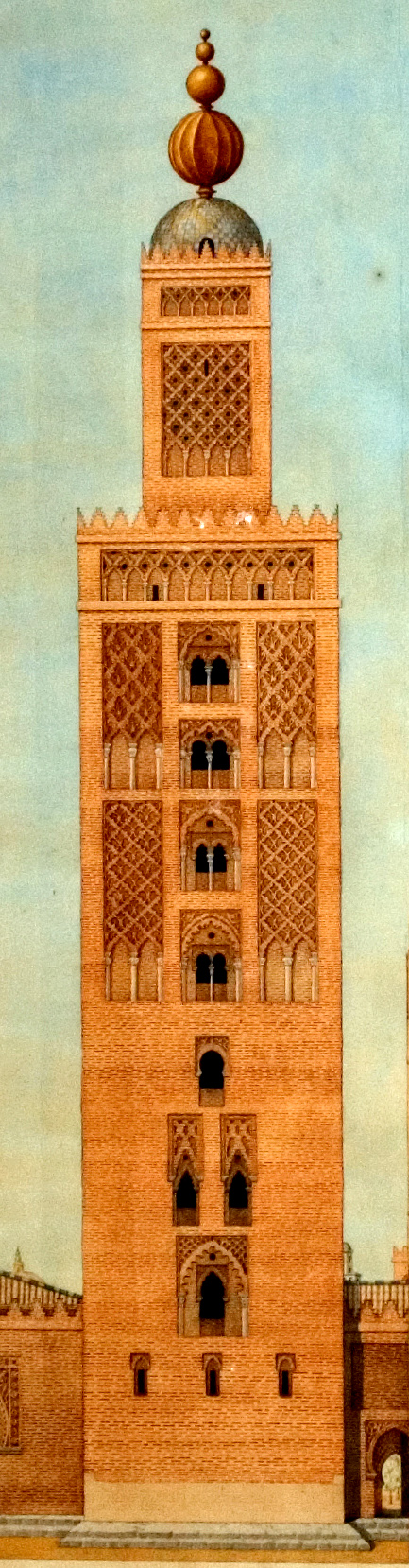
Giralda de Sevilla con yamur en época almohade, según lámina de Alejandro Guichot.

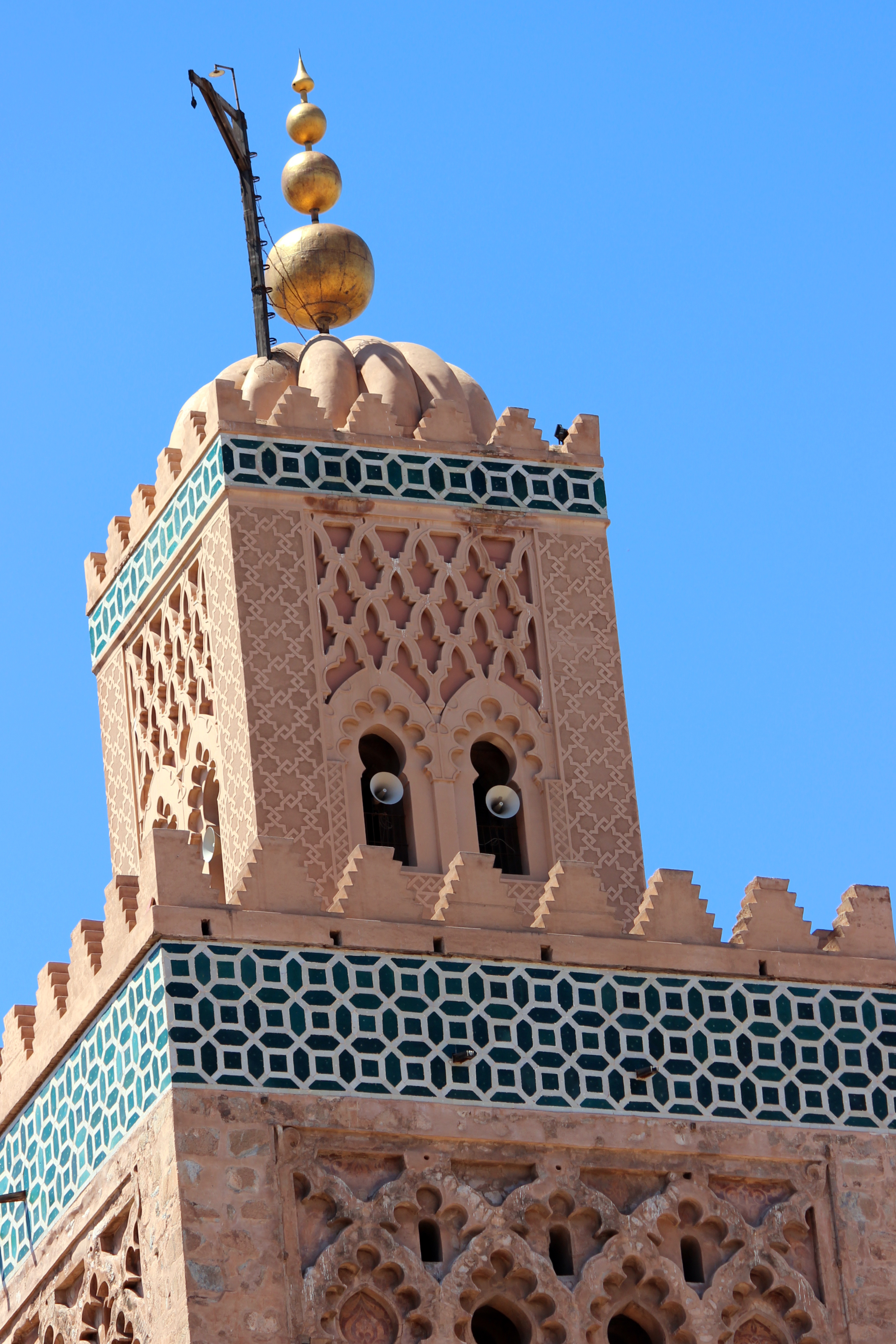
Yamur en el alminar de la mezquita Kutubía de Marrakech, Marruecos.

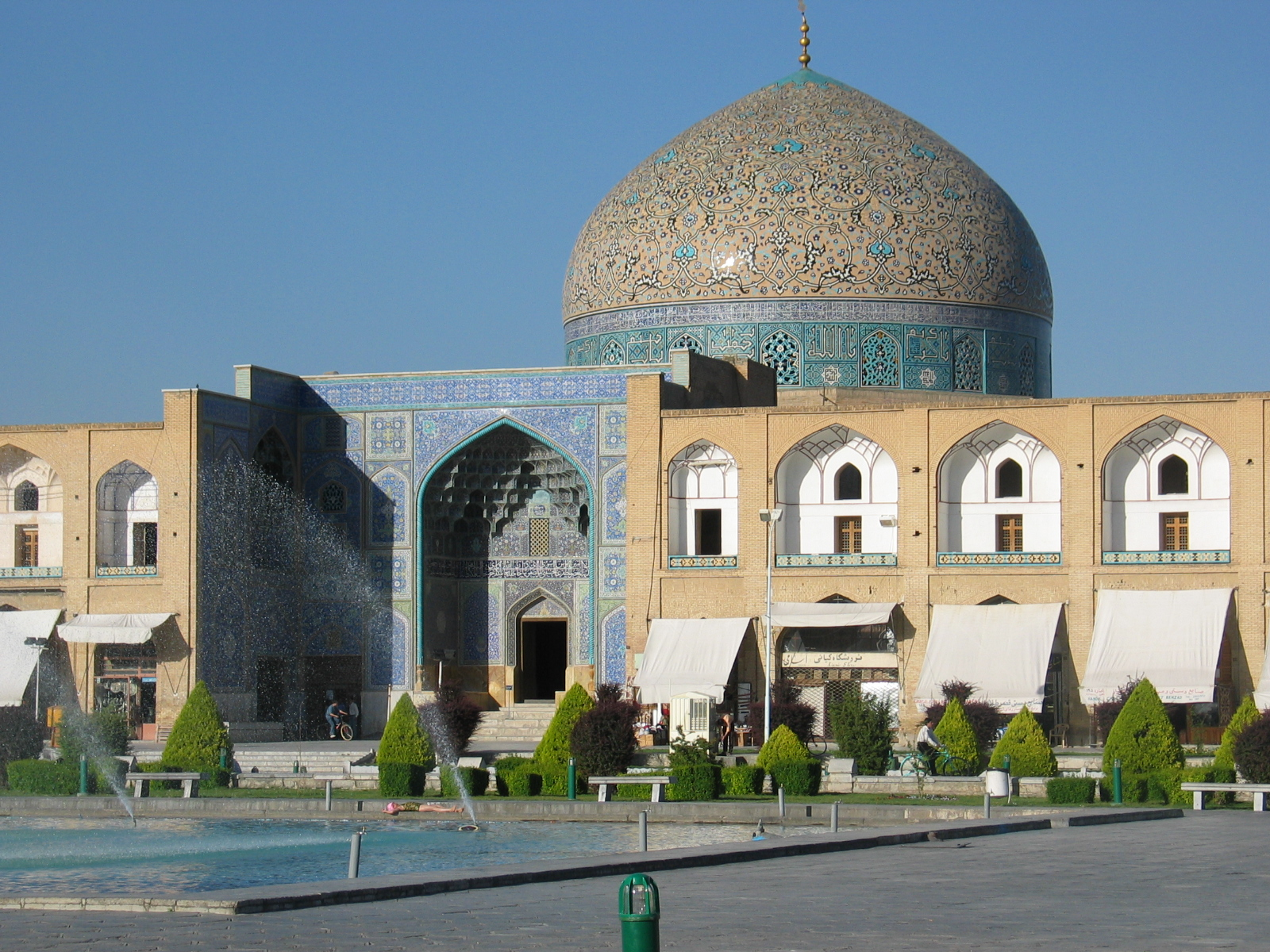
Yamur en la cúpula de la mezquita del jeque Lotf Allah en Isfahán, Irán.

Un yamur, en arquitectura islámica, es el remate en que suele terminar el alminar de una mezquita, compuesto por una barra vertical metálica donde se insertaban unas bolas o manzanas, usualmente de bronce doradas y en un tamaño decreciente de abajo arriba.
Las esferas suelen ser tres, aunque también existen yamures de dos o cuatro esferas, y pueden ser de bronce, cobre o latón. El yamur sirve al mismo tiempo como elemento decorativo y como elemento apotropaico para proteger a la mezquita. Si el yamur está formado por tres esferas la leyenda dice que representan a los tres profetas más importantes del Islam: Mahoma, Moisés y Jesucristo o a los diferentes mundos en los que la divinidad islámica se da a conocer (terrestre, celestial o almico y el espiritual). 
La media luna creciente se incorporó como símbolo islámico a partir de la conquista de la Persia Sasánida, donde era usado como ornamento, normalmente junto al Sol y las estrellas, simbolizando originariamente a la diosa Ishtar o Astarté. El avistamiento de la luna creciente marca el comienzo y el final del mes de ramadán. Se difundió a partir del siglo XV en el Imperio Otomano que lo utilizó como símbolo nacional y  comenzó a usarlo como ornamento arquitectónico en alminares y cúpulas. No hay constancia de que llegara a utilizarse en la arquitectura de la España musulmana.
En España, muchos de los alminares medievales originales han pasado a ser reutilizados como campanarios de iglesias cristianas, y de la misma forma, los yamures han conservado su función ornamental sustituyéndose por la cruz cristiana y, a veces, una veleta.
En Andalucía los alminares se remataron con yamures y entre los más significativos encontramos el alminar de la Gran Mezquita de Córdoba, que sirvió de modelo al resto de alminares de Al-Ándalus y que actualmente permanece encerrado en la torre campanario, la Giralda de Sevilla, con cuatro esferas, o el alminar de la mezquita Almanzora, conservado en el museo de la Alhambra de Granada, de tres esferas decrecientes separadas por dos iguales mucho más pequeñas.
En Castilla y León también se han conservado yamures reaprovechados como en la catedral de Palencia o la iglesia de Santo Domingo de Arévalo que ahora rematan con veleta y cruz.